# János Arany
János Arany (Nagyszalonta, 2 marzo 1817 – Budapest, 22 ottobre 1882) è stato un poeta ungherese.
Le sue epopee storiche sono considerate alcuni dei capolavori della letteratura magiara.

## Biografia
Figlio di György Arany e Sára Megyeri, nacque a Nagyszalonta (oggi Salonta, in Romania) da una famiglia di modeste condizioni economiche: per potersi dedicare alla poesia dovette guadagnarsi da vivere facendo i mestieri più disparti (attore, insegnante, scrivano, notaio). 
Nel 1843 pubblicò il poema eroicomico La costituzione perduta, il cui grande successo fu decisivo per la sua carriera di scrittore, e nel 1846 uscì la prima parte della sua trilogia Toldi, che gli fece ottenere il premio della società letteraria Kisfaludy (di cui divenne presidente).
Prese parte come soldato alla guerra di liberazione contro l'Austria del 1848. Nel 1859 entrò a far parte dell'Accademia ungherese delle scienze, di cui divenne segretario generale (1865).
Arany fu autore di saggi letterari, di ballate, formalmente perfette, e di liriche. Tradusse in ungherese le opere di Aristofane, Michail Lermontov, Aleksandr Puškin, Molière e Shakespeare.
Fu padre dello scrittore László Arany.